# Comissões do Parlamento da Suécia

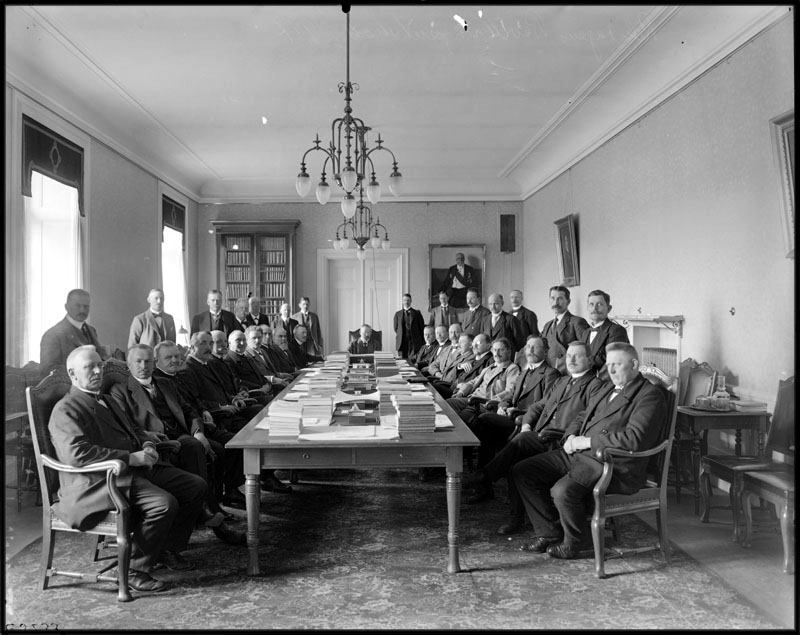
Reunião de uma comissão parlamentar em 1917.

As 15 comissões parlamentares da Suécia (em sueco:  riksdagsutskott) são agrupamentos especializados de deputados do Parlamento da Suécia, com a missão de elaborar propostas concretas de decisão (betänkande) para serem submetidas à votação na referida câmara legislativa. Hoje em dia, têm ainda a competência acrescida de tomar inicitivas próprias.

Uma comissão parlamentar é constituída por 17 deputados, dos quais um é o presidente e outro o vice-presidente, escolhidos por aclamação, e de forma a refletir a composição partidária da assembleia. A comissão é adjuvada por um secretário e por uma secretaria.